# 山崎甚右衛門
山崎 甚右衛門（やまざき じんうえもん、1934年〈昭和9年〉1月17日 - ）は、日本の政治家、元滋賀県野洲市長（1期）。

## 来歴
滋賀県出身。滋賀県立野洲高等学校卒。野洲町役場に入り、総務部長、助役などを経て、野洲町長に当選する。町長を4期務め、2004年野洲町は合併により野洲市が発足。合併後の市長選挙に立候補し、無投票で当選。野洲市長を1期務め、2008年に退任した。